# Джаспър (окръг, Илинойс)
Окръг Джаспър (на английски: Jasper County) е окръг в щата Илинойс, Съединени американски щати. Площта му е 1290 km², а населението - 10 117 души (2000). Административен център е град Нютън.